# 倍他米隆
倍他米隆 (其国际非专利药品名称为“Betamipron”) 也称为“ N-苯甲酰基-β-丙氨酸”或“贝它米龙”，是一种常与抗生素帕尼培南以1:1的比例合用的化合物。倍他米隆能竞争性抑制帕尼培南向肾小管分泌，从而降低帕尼培南在肾皮质的浓度，减弱帕尼培南的肾毒性。